# Fosse La Renaissance
La fosse La Renaissance de la Compagnie des mines d'Aniche est un ancien charbonnage du Bassin minier du Nord-Pas-de-Calais, situé à Somain. En janvier 1839, un groupe d'associés venus de Cambrai se rend maître de la Compagnie, ils entreprennent sa réorganisation complète. Le fonçage de la fosse d'Aoust est poursuivi, mais c'est la découverte de la houille à Somain, en 1839, qui permet enfin à la Compagnie d'Aniche de prendre son essor. Dès lors, toutes les vieilles fosses sont fermées, à l'exception de celle de l'Espérance.
La fosse La Renaissance est commencée en septembre 1839, et extrait à partir de 1841. Très rapidement, la Compagnie d'Aniche ouvre deux fosses plus au sud, Saint-Louis et Fénelon, qui entrent en production respectivement en 1845 et 1849. La fosse La Renaissance exploite à relativement faible profondeur, puisque son dernier accrochage est situé à 222 mètres. Le gisement ne pouvant pas être exploité de la façon la plus optimale, et des venues d'eaux ayant lieu dans les galeries du nord du gisement, l'extraction cesse en 1862, mais le puits continue d'assurer l'aérage et l'épuisement des eaux.
En 1872, il est décidé d'approfondir la fosse à 380 mètres, un sas à air permet un meilleur aérage des travaux des fosses Saint Louis et Fénelon. Le puits est équipé pour la circulation des ouvriers, ainsi, les trois fosses n'en forment qu'une seule, dont les deux puits extrêmes sont distants d'un peu plus d'un kilomètre. Le puits La Renaissance est serrementé en 1890, les deux autres continuent à servir et sont serrementés en 1925.
Dans les années 1970, la zone industrielle est baptisée du nom de la fosse. Au début du XXIe siècle, Charbonnages de France matérialise la tête de puits La Renaissance.

## La fosse
En janvier 1839, un groupe d'associés venus de Cambrai se rend maître de la Compagnie, ils entreprennent sa réorganisation complète. Le fonçage de la fosse d'Aoust est poursuivi, mais c'est la découverte de la houille à Somain, en 1839, qui permet enfin à la Compagnie d'Aniche de prendre son essor. Dès lors, toutes les vieilles fosses sont fermées, à l'exception de celle de l'Espérance.
Le sondage A dit 1er de Somain est entrepris au sud de la commune en avril 1839,, à l'altitude de 35 mètres. Le terrain houiller est rencontré à 129 mètres. Une veine de houille épaisse de 89 centimètres est découverte au mois de juillet, à la profondeur 136 mètres, à laquelle le sondage est abandonné.

### Fonçage
Le fonçage du puits La Renaissance commence en septembre 1839 au sud de Somain,. Le puits est situé à 1 050 mètres au sud de la ligne de Douai à Blanc-Misseron, et à 500 mètres de la limite orientale de la concession. Le diamètre du puits est de 2,60 mètres, déjà utilisé pour la plupart des anciennes fosses de la Compagnie. Le terrain houiller est atteint à 140 mètres.

### Exploitation
L'exploitation commence en 1841,. En 1843, la fosse Saint Louis est entreprise 460 mètres au sud, et entre en production deux ans plus tard. En 1847, la Compagnie des mines d'Aniche entreprend la fosse Fénelon à Aniche, près des limites avec Somain, à 1 055 mètres au sud du puits La Renaissance. La fosse entre en production en 1849.
Le terrain houiller a été atteint entre les affleurements des veines Bonsecours et Marie. Le puits a recoupé le faisceau dans sa partie septentrionale. Les terrains y plongent de 30° environ vers le sud. La zone à exploiter au nord du puits décroît naturellement en profondeur, et les travaux se sont développés de plus en plus au sud. Mais de ce côté, se trouve la fosse Saint Louis, vers laquelle les veines se rapprochent en direction, à la suite de leur inflexion au sud-ouest, quand on s'éloigne vers le couchant.
La fosse La Renaissance a été abandonnée en 1862, afin de prendre par Saint Louis l'aval-pendage des veines. Le dernier étage exploité de la fosse La Renaissance se trouve au niveau de 222 mètres. De plus, l'extraction a été arrêtée également à cause d'une venue d'eau provenant d'une galerie au nord. La production totale a été de 480 336 tonnes. Le puits a toutefois été approfondi jusqu'à 380 mètres à partir de 1872, pour servir à la circulation des ouvriers et à l'aérage des fosses situées plus au sud, Saint Louis et Fénelon. En ce sens, le cuvelage de la fosse a été garni d'une chemise en fonte, un guidage a été installé, et le puits a été surmonté d'un sas à air, pour l'aérage.
Le puits est serrementé en 1890, il est alors profond de 380 mètres, et six étages de recette sont établis à 170, 182, 196, 222, 306 et 347 mètres,.

### Reconversion
Le puits, très tôt abandonné, a été réutilisé comme puits d'eau par le lavoir établi à proximité. Dans les années 1950, 90 mètres cubes par heure y sont consommés pendant dix heures par jour.
Au début du XXIe siècle, Charbonnages de France matérialise la tête de puits. Le BRGM y effectue des inspections chaque année. Le puits est situé entre l'autoroute A21 au nord, et l'usine Toyota Boshoku Somain au sud.

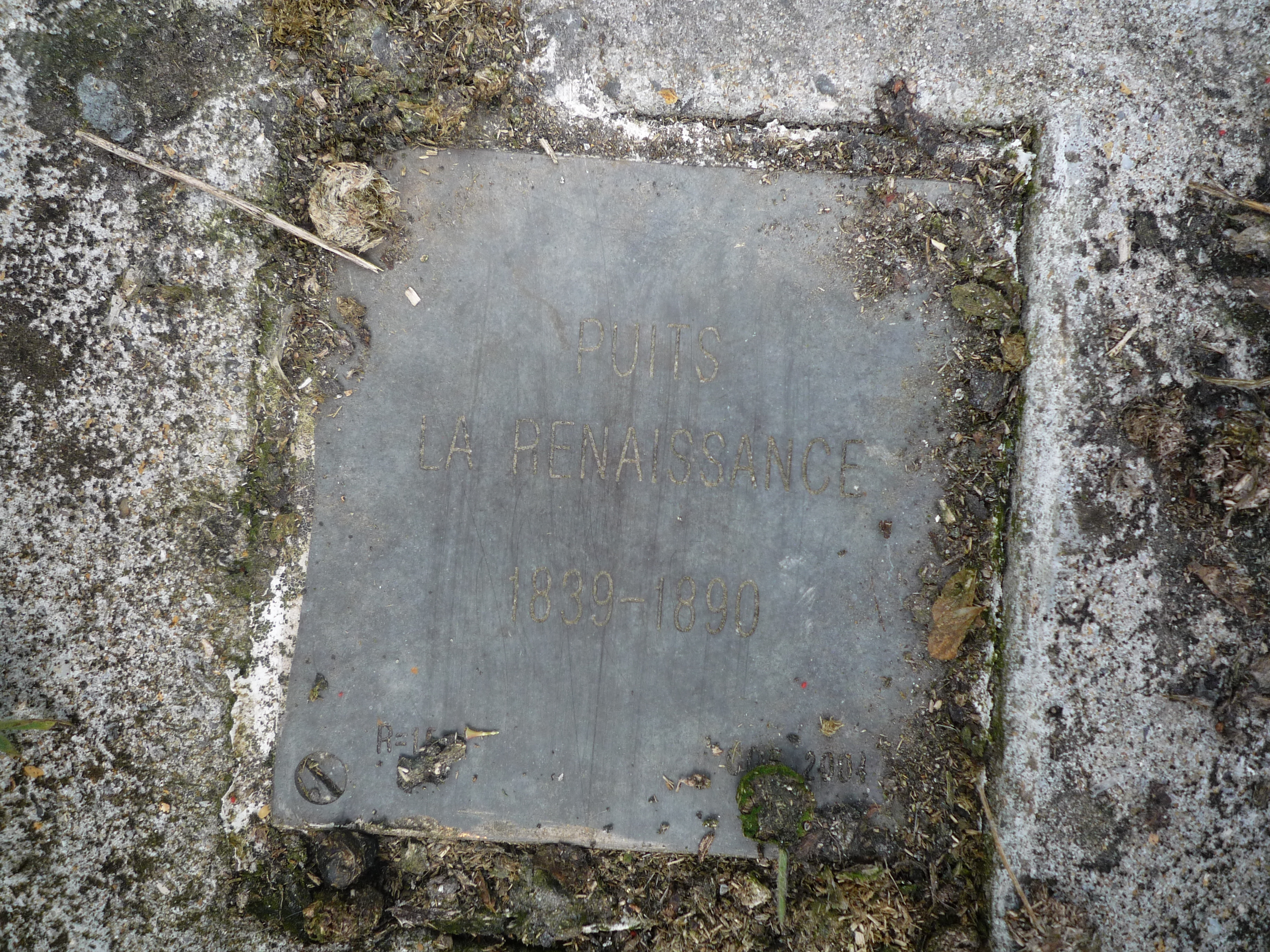
Puits La Renaissance, 1839 - 1890.
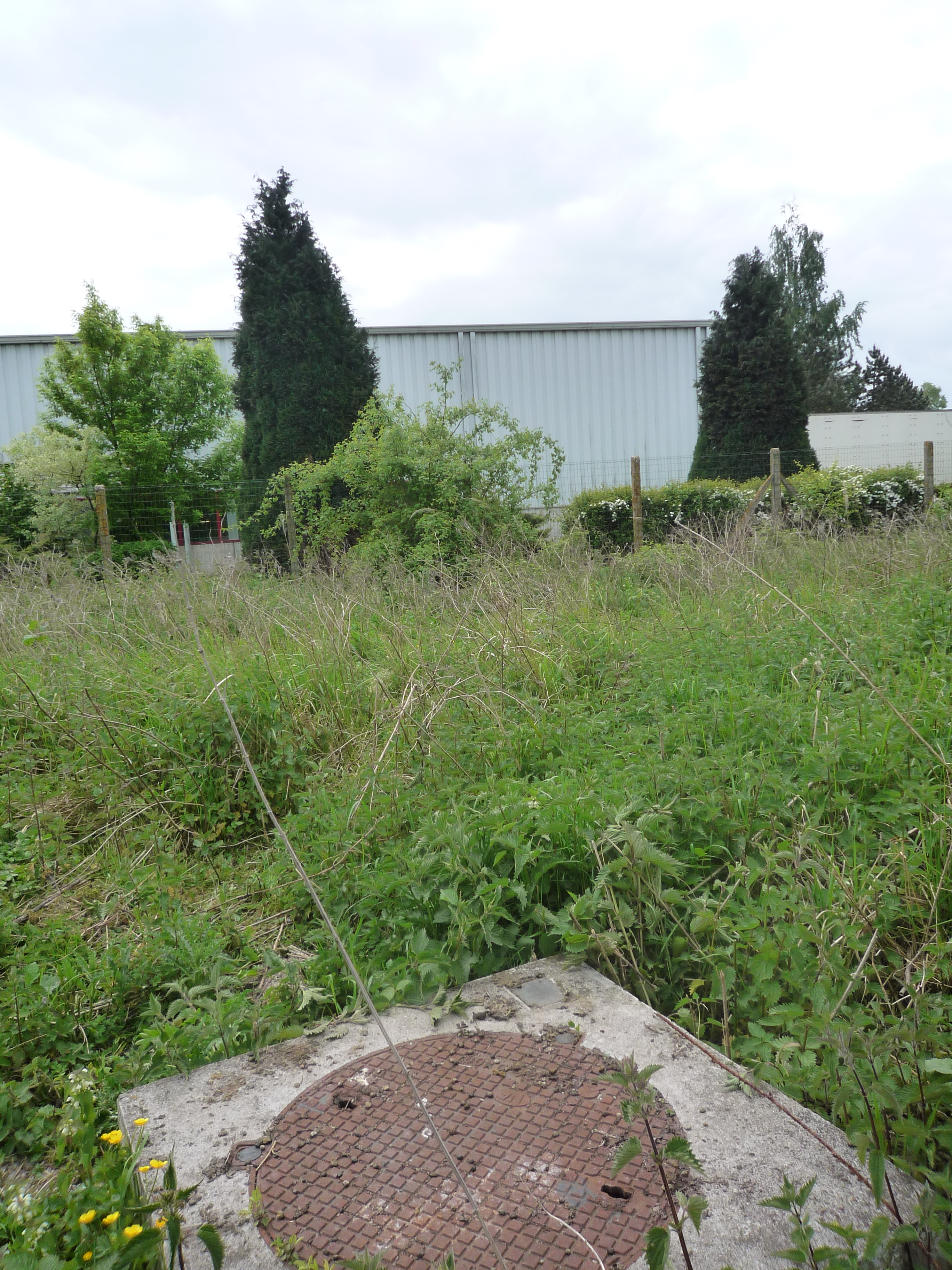
Le puits La Renaissance dans son environnement.